# Meridiano 176 W
O meridiano 176 W é um meridiano que, partindo do Polo Norte, atravessa o Oceano Ártico, Ásia, Oceano Pacífico, Oceano Antártico, Antártida e chega ao Polo Sul. Forma um círculo máximo com o meridiano 4 E.
Começando no Polo Norte, o meridiano 176º Oeste tem os seguintes cruzamentos:
| País, território ou mar | Notas |
| ----------------------- | --- |
| Oceano Ártico           | |
| Mar de Chukchi          | Passa a oeste da Ilha Herald, Okrug Autónomo de Chukotka, Rússia |
| Rússia                  | Okrug Autónomo de Chukotka - Península de Chukchi |
| Mar de Bering           | |
| Estados Unidos          | Ilha Great Sitkin, Ilha Umak e Ilha Little Tanaga, Alasca |
| Oceano Pacífico         | Passa a leste da Ilha Wallis, Wallis e Futuna · Passa a oeste da Ilha Niuafo'ou, Tonga · Passa a leste da Ilha Ata, Tonga · Passa a leste da Ilha Chatham, Nova Zelândia |
| Nova Zelândia           | Ilhéus Star Keys/Motuhope, Nova Zelândia |
| Oceano Pacífico         | Passa a leste da Ilha Pitt, Nova Zelândia |
| Oceano Antártico        | |
| Antártida               | Dependência de Ross, reivindicada pela Nova Zelândia |